# Рагби у Републици Српској
Рагби је један од мање популарних спортова у Републици Српској. Заинересованост за рагби почела је да расте оснивањем првих рагби клубова у Српској, то јесте почетком 2009. године. Према Правилнику о категоризацији спортова у Републици Српској којим се прописују критеријуми за рангирање спортова и номенклатура спортских грана и грана спорта у Републици Српској, рагби спада у V категорију. Грански спортски савез који организује рад рагби клубова и такмичења у Републици Српској, је Рагби савез Републике Српске. Рагби савез на нивоу Републике Српске као грански савез, у својој надлежности има двије спортске гране, рагби и амерички фудбал. Тренутно једини кровни савез овог спорта јесте Рагби лига савез Републике Српске, чије је сједиште у улици Илије Гарашанина 8Ц, у Бања Луци.

## Форме
Рагби као посебан спорт са неким заједничким договореним правилима настаје почетком 19. вијека. Након раздвајања из 1895. године у рагбију, двије форме Рагби лига и Рагби унија једино су се административно разликовале. Ускоро су правила рагби лиге модификована, што је довело до двије дистинктен форме рагбија. Након 100 година, 1995. године Рагби унија се придружила рагби лизи и већини других форми фудбала као отворено професионални спорт. Постоје 2 главне верзије рагбија: рагби 13 и рагби 15 (Rugby League и Rugby Union). Поред броја играча разликују се и по правилима. Двије струје разликују се међу собом као два различита спорта, са различитим савезима. Постоје и верзије са мање играча - рагби 7 по правилима рагби 15 и рагби 9 по правилима рагбија 13. Ове верзије се одликују са мањим бројем контаката, бржом игром и трају краће. У последње време постаје јако популаран и рагби на песку. Најосновније правило свих рагбија је да се лопта не смије бацати унапријед, осим када се шутира. Циљ игре је прениети лопту у противнички гол простор - есеј. За то се добија одређен број поена, а затим се шутира претварање за мањи број поена. Тачан број поена зависи од рагбија до рагбија. Ако у рагбију лопта оде напријед, судија досуђује скрам за противничку екипу.

## Историјат
Када је јајаста лопта 1953. године, поново заскакутала у тадашњој Југославији, репрезентација је своју прву утакмицу одиграла у Бањалуци. У свом међународном дебију, 21. маја 1961. године, по киши, пред око 5.000 гледалаца, Југославија је изгубила против Француске са 13-0. Рагби није један од спортова који су имали значајну улогу у спортској историји Републике Српске. Рагби се у Српској заиграо 2009. године, а прва званична резултатска рагби утакмица одиграна је 7. јула 2012. године, између бањалучког рагби клуба Бијели зечеви и београдског рагби клуба Црвена звијезда на стадиону Крајина у Бањој Луци. Утакмица је завршена резултатом 26:6 у корист Црвене звијезде. Иако понешени почетним ентузијазмом, прва генерација рагби клубова у Републици Српској није дуго опстала, скоро сви новоосновани клубови су у кратком времену угашени, да би се на рагби сцени Републике Српске појавили нови клубови, који се такмиче поред домаћих и у међународним рагби лигама.

## Рагби клуб
Рагби клубови Републике Српске су спортска рагби удружења са сједиштем и регистрацијом на територији Републике Српске. Рагби клубови могу да буду самостална спортска удружења или дио већих општих спортских друштава Републике Српске. Регистрација свих спортских, односно рагби удружења Републике Српске се врши у обласним институцијама Републике Српске, а у надлежности Министарства породице, омладине и спорта Републике Српске. Рагби клубови на територији Републике Српске као регистрована и организована спортска удружења, односно правна лица, подлијежу правилима матичног рагби савеза који руководи одредбама унутрашње организације, спортским етичким кодексима и такмичарским правилима спортског рагбија. Матични рагби савез који окупља све рагби клубове на територији Републике Српске, и који организује спортска такмичења и суђења, још увијек није званично регистрован. У Републици Српској још увијек не постоји намјенски рагби стадион, па клубови утакмице играју на фудбалским стадионима, модификованим за рагби утакмице.

### Клубови
Република Српска има неколико регистрованих рагби клубова. Женска рагби селекција Рагби клуба Гладијатори из Дервенте представља једини женски рагби клуб у Републици Српској, а основани су током 2010. године. Тренутно постоје два рагби клуба, која се активно такмиче у домаћим и међународним рагби такмичењима, то су најмлађи рагби клуб у Републици Српској Рагби клуб Борац, основан 2019. године од чланова бивших рагби клубова у граду на Врбасу, а који се у сезони 2020. такмичи у регионалној Балкан супер лиги и Ратници, који је претходних сезона узео такмичење у истој лиги. На територији Републике Српске тренутно постоји мали број активних рагби клубова, док је већи број након кратког постојања угашен. Угашени клубови, који су уједно и пионири рагби спорта у Републици Српској су: Бијели зечеви, Челични вепрови, Рудар и Нови громови
Поред ових клубова, на територији Републике Српске егзистира и Рагби клуб Губер из Сребренице, који није узимао удјела у такмичарским лигама.

#### Рагби клубови у Републици Српској:
| Клуб               | Мјесто     | Основан | Активан | Лига                             |
| ------------------ | ---------- | ------- | ------- | -------------------------------- |
| Борац              | Бања Лука  | 2019.   | да      | Балканска супер лига             |
| Ратници (Wariorsi) | Бања Лука  | 2019.   | да      | Балканска супер лига             |
| Гладијатори        | Дервента   | 2009.   | да      | Рагби лига Босне и Херцеговине   |
| Бијели зечеви      | Бања Лука  | 2012.   | не      | Прва рагби лига Републике Српске |
| Рудар              | Станари    | 2013.   | не      | Прва рагби лига Републике Српске |
| Челични вепрови    | Бања Лука  | 2014.   | не      | Прва рагби лига Републике Српске |
| Нови громови       | Нови Град  |         | не      | Прва рагби лига Републике Српске |
| Губер              | Сребреница |         | не      |                                  |

## Рагби такмичења
Рагби клубови Републике Српске учествују у рагби такмичењима Републике Српске. Тренутно постоји само једна рагби лига и то је прва рагби лига. Поред тога постоји и рагби лига БиХ, као и рагби лиге Србије у којима такође играју клубови из Републике Српске. Поред такмичења у Републици Српској, Федерацији БиХ и Србији, рагби клубови Републике Српске такмиче се и на међународној рагби сцени.
Током 2013. године одиграно је прво првенство и први куп Републике Српске у рагбију, а обје титуле је узео рагби клуб „Бијели зечеви” из Бања Луке, који су током 2013. наступили и у другој лиги Србији, гдје су такође заузели прво мјесто и пласирали се у Прву рагби лигу Србије. Током 2014. и 2015. сезона први пут је одигран куп и лига Босне и Херцеговине у рагбију, када је такође обје титуле узео рагби клуб „Бијели зечеви”. У првом рагби такмичењу Републике Српске учествовала су три клуба, Бијели зечеви из Бањалуке, Нови громови из Новог Града и Рудар из Станара. У првој премијерној утакмици Бијели зечеви су савладели Нове громовес са 60:0. Ова утакмица има историјски значај јер је њом отворено ново поглавље у спорту Републике Српске.
На другом Купу нација, који се одржао у главном граду Словеније, Љубљани 16. и 17. септембра 2017. године, учествовала је женска секција рагби клуба „Гладијатори” гдје су освојили треће мјесто. Маја мјесеца 2018. године одржан је први међународни рагби турнир за жене, на територији Републике Српске. Турнир је одржан у Дервенти, а на њему је учествовало пет клубова из Сплита, Загреба, Љубљане и Дервенте.
Рагби клубови из Републике Српске узимају у чешће и у Балканској супер лиги. Балканска sупер Лига је регионално рагби 13 такмичење које окупља клубове са територије Балкана, клубове из БиХ, Србије, Бугарске, Турске,Грчке, Албаније и Црне Горе. Први пут ово такмичење је играно 2017. године са 8 клубова учесника. У сезони 2020. такмичи се рагби клуб Борац, док је у претходним сезона такмичење узео рагби клуб Ратниц (Wariorsi) такође из Бањалуке.

## Рагби репрезентација Републике Српске
Рагби репрезентација Републике Српске се први пут састала 2014. године, када су добили позив да играју на Балканском првенству у рагбију, које се одржало у Београду. Због више политике и не постојања матичног рагби савеза, репрезентативци Републике Српске, су играли под заставом и у дресовима репрезентације Босне и Херцеговине.